# La Procession
Pour plus de détails, voir Fiche technique et Distribution.
La Procession (La procesión) est un film argentin réalisé par Francis Lauric, sorti en 1960.

## Fiche technique
- Titre : La Procession
- Titre original : La procesión
- Réalisation : Francis Lauric
- Scénario : Helvio Botana, Francis Lauric et Alberto Peyrou
- Musique : Alejandro Gutiérrez del Barrio
- Photographie : Julio C. Lavera
- Montage : Nicolás Proserpio
- Production : Carlos García Nacson
- Pays de production :  Argentine
- Genre : Drame
- Durée : 96 minutes
- Date de sortie : 
  - France : 1960 (festival de Cannes)

## Distribution
- Guillermo Brizuela Méndez
- Héctor Calcaño
- Rafael Carret
- Carlos Enríquez
- Gloria Ferrandiz
- José María Gutiérrez
- Santiago Gómez Cou
- George Hilton
- Gilda Lousek
- José Maurer
- Guillermo Murray
- Pepita Muñoz
- María Esther Podestá
- Semillita
- Félix Tortorelli
- Amelia Vargas

## Distinctions
Le film a été présenté en sélection officielle en compétition au Festival de Cannes 1960.